# Нова македонка
„Нова македонка“ (на македонска литературна норма: Нова Македонка, на гръцки: Νέα Μακεδόνισσα) е двуезично месечно списание, орган на Македонския антифашистки женски фронт, част от Славяномакедонския народоосвободителен фронт, и се издава на костурски български диалект и на гръцки език.
Главен редактор на списанието е Урания Алиломова Раковска. До петия брой излиза на хектограф, а след това се печата в печатницата на Народоосвободителния фронт. Списанието излиза от 1 март 1948 година до август 1949 година. Основната цел на списанието е да утвърди участието на жените в Гражданската война в Гърция.